# Justicia unguiculata
Justicia unguiculata är en akantusväxtart som beskrevs av Emery Clarence Leonard. Justicia unguiculata ingår i släktet Justicia och familjen akantusväxter. Inga underarter finns listade i Catalogue of Life.